# Teitai
Teitai ist ein Ort im Osten des Maiana-Atolls in den zum Inselstaat Kiribati gehörenden Gilbertinseln im Pazifischen Ozean mit einer Landfläche von 5 Hektar. 2020 hatte der Ort 58 Einwohner.

## Geographie
Teitai liegt im Osten des Haupt-Motus von Maiana zwischen Tebiauea im Süden und Tebwangetua unmittelbar im Norden.

## Klima
Das Klima ist tropisch heiß, wird jedoch von ständig wehenden Winden gemäßigt. Ebenso wie die anderen Orte des Maiana-Atolls wird Teitai gelegentlich von Zyklonen heimgesucht.